# Маслово (городской округ Солнечногорск)
Ма́слово — деревня в Московской области России. Входит в городской округ Солнечногорск. Население — 11 чел. (2010).

## География
Расположена рядом с Истринским водохранилищем, в 50 км от Москвы в северо-западном направлении, высота над уровнем моря 183 м. Рядом находится закрытая воинская часть и заброшенный пионерлагерь «Лесное Озеро».

## История
С 1994 до 2006 гг. деревня входила в Соколовский сельский округ Солнечногорского района..
С 2005 до 2019 гг. деревня включалась в Соколовское сельское поселение Солнечногорского муниципального района.
С 2019 года деревня входит в городской округ Солнечногорск, в рамках администрации которого деревня относится к территориальному управлению Соколовское.

## Население
| 1852 | 1859 | 1890 | 1899 | 1926 | 1932 | 1966 |
| ---- | ---- | ---- | ---- | ---- | ---- | ---- |
| 137  | ↘123 | ↘116 | ↘97  | ↗100 | ↗113 | ↘53  |
| 1998 | 2002 | 2010 |      |      |      |      |
| ↘10  | →10  | ↗11  |      |      |      |      |